# 着衣のエウヘニア・マルティネス・バリェホ
『着衣のエウヘニア・マルティネス ・バリェホ』（ちゃくいのエウヘニア・マルティネス・バリェホ、西: Eugenia Martínez Vallejo, vestida, 英: Eugenia Martínez Vallejo, Clothed）は、スペインのバロック期の画家フアン・カレーニョ・デ・ミランダが1680年ごろ、キャンバス上に油彩で制作した絵画である。「怪物」と呼ばれた少女エウヘニア・マルティネス・バリェホを描いている。対作品として『裸のエウヘニア・マルティネス・バリェホ』があり、両作品ともマドリードのプラド美術館に所蔵されている。両作品は非常に好評を博したようで、そのことは数々の複製の存在で証明される。

## 作品
カレーニョは、本作で『バリェーカスの少年』 (プラド美術館) のようなディエゴ・ベラスケスの流れを汲むスペインの肖像画らしい題材を選択し、特殊な身体的または精神的障害を持った人物をモデルとしている。このような作品はスペインの宮中で特に好まれたものであり、本作も国王カルロス2世が専属画家のカレーニョに委嘱したものである。旧王宮の目録によれば、カレーニョによるこの種の肖像画は多数存在したが、残念ながらほとんどが現存しない。しかし、本作のように現存しているわずかの作品は、カレーニョがベラスケスのように人物たちの肖像にできる限り尊厳を与えようとしたことを示している。

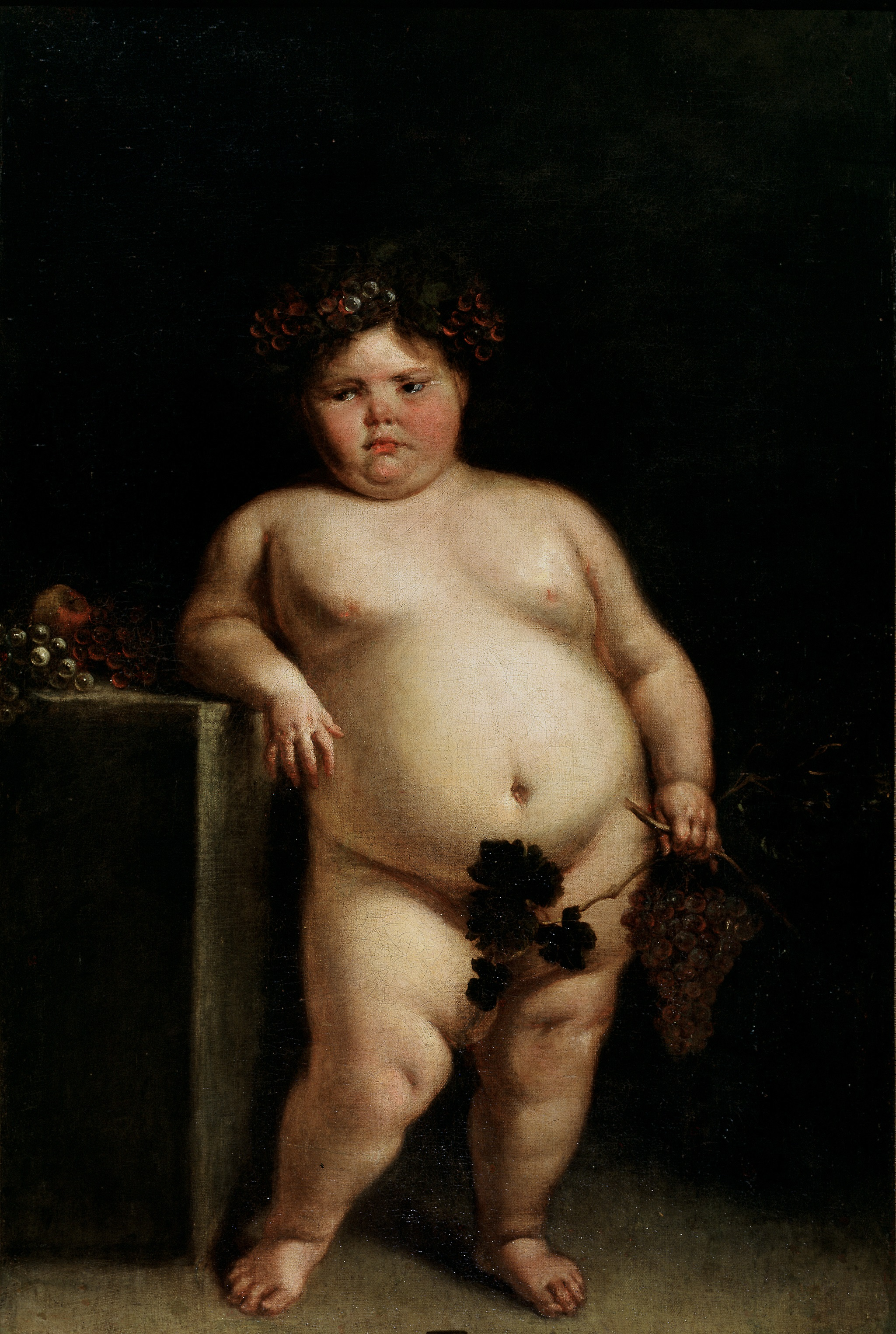
フアン・カレーニョ・デ・ミランダ『裸のエウヘニア・マルティネス・バリェホ』 (1680年ごろ)、 プラド美術館

女児エウヘニア・マルティネス・バリェホは6歳の時点ですでに70キロの体重があり、マドリードのカルロス2世の宮廷に召し出された時には大変な話題となった。彼女の身体は、副腎皮質機能亢進 (クッシング症候群) のようなホルモン分泌の異常によるものと推測される。おそらく、彼女は王家の人々や来客に見られるために宮殿の祝い事や集まりに出席したが、宮廷に住居を与えられて仕官していた人々には含まれていなかったようである。
本作では、エウヘニアの豪華で朱色のドレスは彼女の身体と意図された対照をなしている。ドレスの描写には非常に繊細で温かいヴェネツィア派の筆致が駆使されているが、これは彼女の不機嫌で疑い深そうな表情を和らげている。この作品は、対作品である『裸のエウヘニア・マルティネス・バリェホ』の裸体像をより一層際立させる。18世紀のスペイン絵画の巨匠フランシスコ・デ・ゴヤは王室コレクションにあった『裸のエウヘニア・マルティネス・バリェホ』と『着衣のエウヘニア・マルティネス・バリェホ』を見た可能性があり、両作品は彼の『裸のマハ』と『着衣のマハ』 (ともにプラド美術館) の先例として指摘されてきた。